# 8860 Роглофф
8860 Роглофф (8860 Rohloff) — астероїд головного поясу, відкритий 5 жовтня 1991 року.
Тіссеранів параметр щодо Юпітера — 3,396.